# Sứ đoàn Macartney

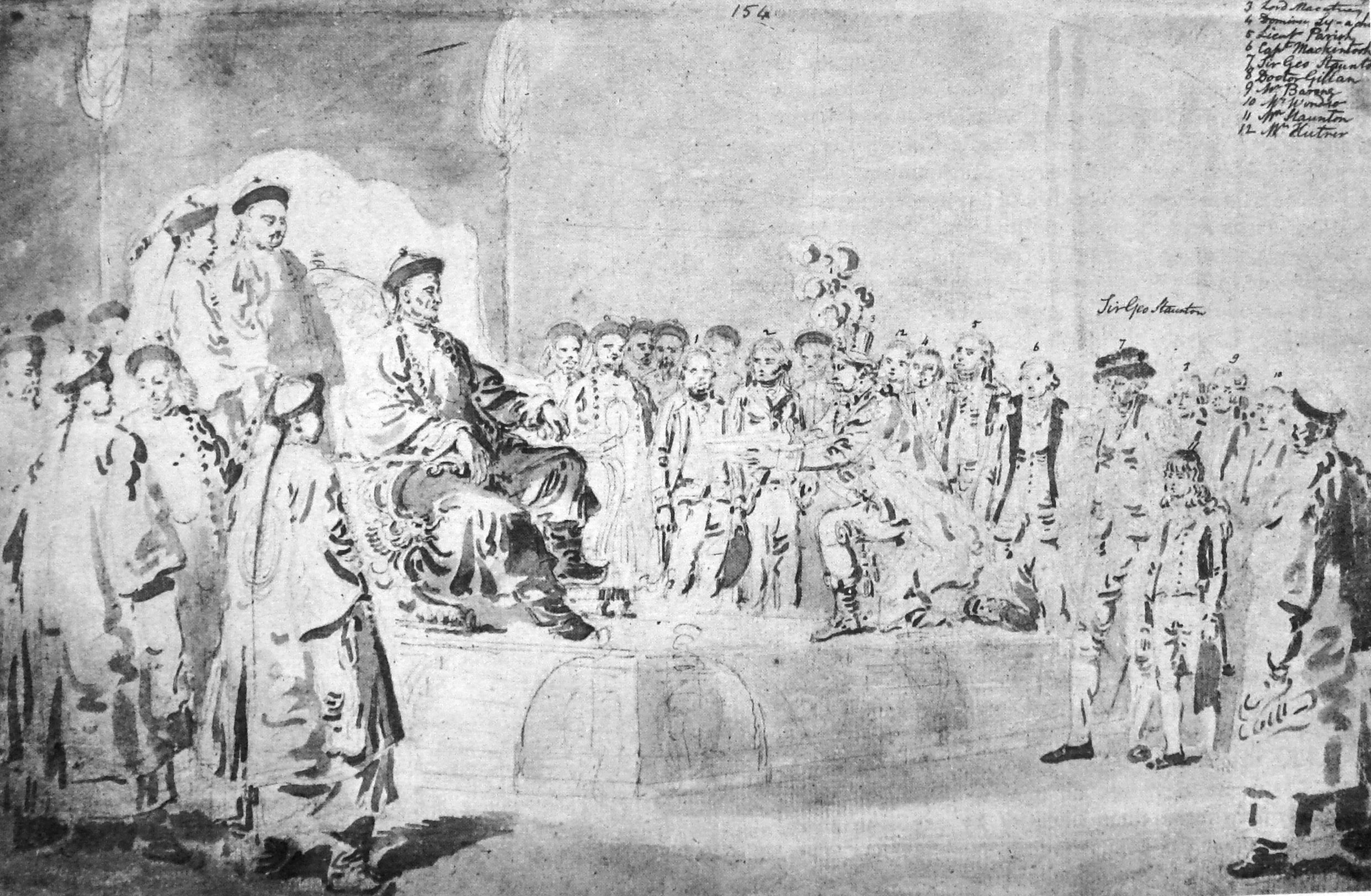
Sứ đoàn Macartney, 1793

Sứ đoàn Macartney (giản thể: 马加尔尼使团; phồn thể: 馬加爾尼使團; Hán-Việt: Mã Gia Nhĩ Ni sứ đoàn), còn được gọi là Phái bộ Macartney, là sứ đoàn ngoại giao đầu tiên của Anh đến Trung Quốc, thực hiện vào năm 1793. Sứ đoàn được đặt tên theo tên của người lãnh đạo, George Macartney, phái viên đầu tiên của Vương quốc Anh tại Trung Quốc. Sứ đoàn Macartney đến Trung Quốc với mong muốn yêu cầu nước này mở thêm các cảng mới phục vụ hoạt động thương mại của Anh, cho thành lập một đại sứ quán thường trú ở Bắc Kinh, nhượng lại một hòn đảo nhỏ dọc theo bờ biển cho người Anh sử dụng, và nới lỏng các hạn chế thương mại đối với thương nhân Anh ở Quảng Châu.
Macartney cùng người của mình đã có cơ hội diện kiến Hoàng đế Càn Long và bị ông này từ chối hết các yêu cầu. Mặc dù không đạt được các mục tiêu chính thức, sứ đoàn vẫn được ghi nhận vì những quan sát văn hóa, chính trị và địa lý Trung Quốc sâu rộng mà những thành viên sứ đoàn đã ghi lại và đem về châu Âu.

## Bối cảnh

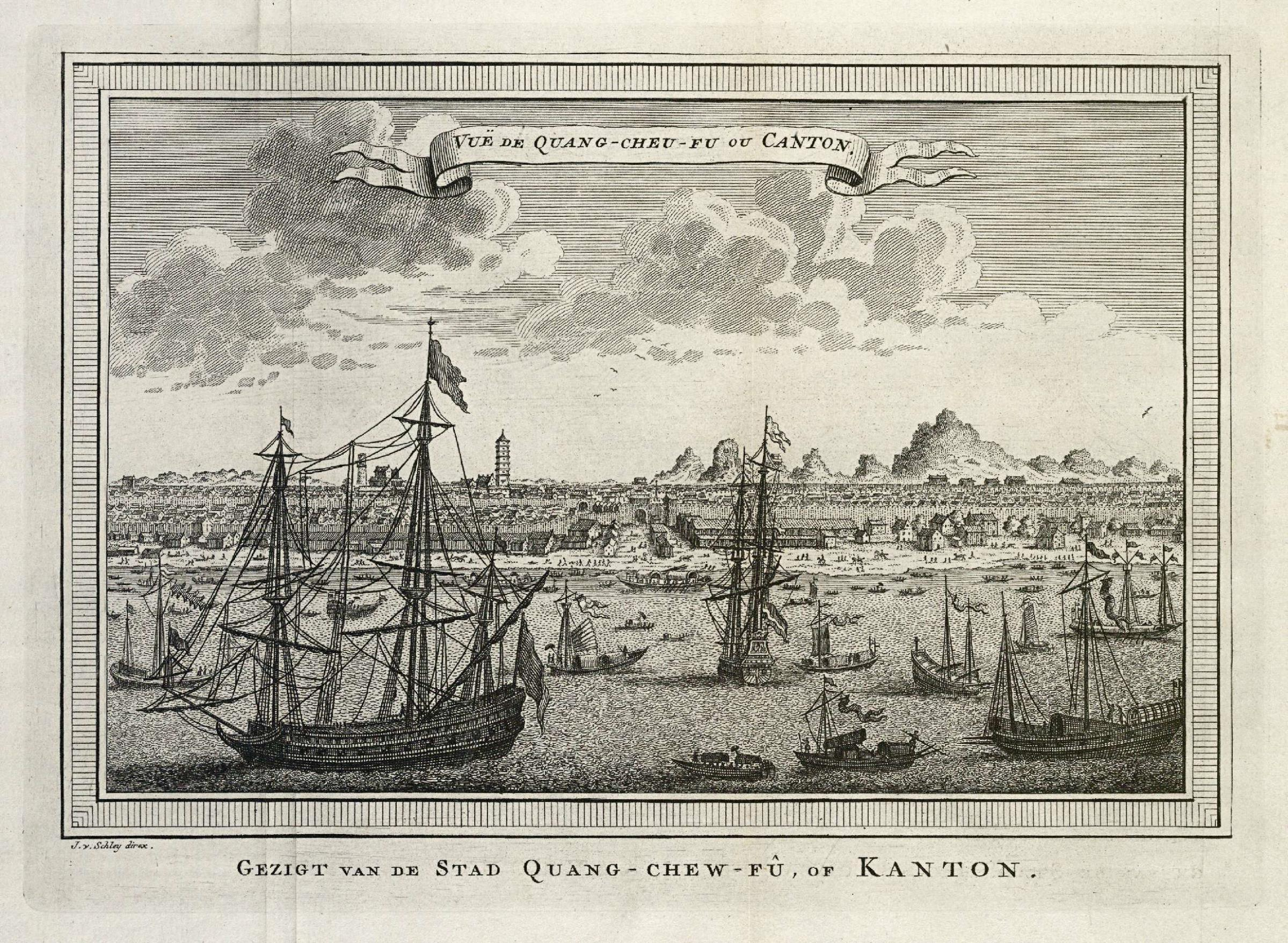
Quang cảnh Quảng Châu (1749) của Jakob van der Schley

Thương mại hàng hải nước ngoài ở Trung Quốc được quy định bởi Hệ thống Quảng Châu dần xuất hiện thông qua một loạt thánh chỉ vào thể kỷ 17 và 18. Hệ thống Quảng Châu thiết lập thương mại chính thức thông qua Công hàng, một hiệp hội gồm 13 công ty thương mại (gọi là "hàng" trong tiếng Quảng Đông) do chính phủ hoàng gia lựa chọn. Năm 1725, Hoàng đế Ung Chính trao cho Công hàng trách nhiệm pháp lý thương mại ở Quảng Châu. Đến thế kỷ 18, Quảng Châu, bấy giờ được các thương nhân Anh gọi là Canton, đã trở thành thương cảng Trung Quốc nhộn nhịp nhất, một phần nhờ vào  khả năng tiếp cận Đồng bằng sông Châu Giang thuận tiện. Năm 1757, Hoàng đế Càn Long chỉ cho phép thương mại hàng hải nước ngoài được diễn ra duy nhất tại Quảng Châu. Cai trị nhà Thanh ở thời kỳ cực thịnh, Càn Long cảnh giác trước những biến đổi xã hội Trung Quốc có thể là kết quả của sự giao lưu không hạn chế với nước ngoài. Người Trung Quốc không được phép dạy tiếng Trung cho người nước ngoài và thương nhân châu Âu bị cấm đem phụ nữ đến Trung Quốc.:50–53
Thế kỷ 18, các thương nhân Anh bắt đầu cảm thấy bị hạn chế bởi Hệ thống Quảng Châu, và trong một nỗ lực nhằm giành thêm quyền thương mại, họ vận động hành lang để có một sứ đoàn diện kiến hoàng đế và yêu cầu thay đổi các thỏa thuận thương mại hiện hành. Sự cần thiết của một sứ đoàn đến Trung Quốc một phần đến từ sự mất cân bằng mậu dịch ngày càng gia tăng giữa Trung Quốc và Anh, chủ yếu là do nhu cầu của người Anh với trà, cũng như nhiều loại mặt hàng Trung Quốc khác như đồ sứ và lụa. Công ty Đông Ấn, đơn vị nắm độc quyền thương mại phương Đông, bị chính phủ nhà Thanh bắt phải mua trà Trung Quốc bằng bạc. Các nỗ lực tìm kiếm mặt hàng Anh có thể bán cho người Trung Quốc đã được triển khai, nhằm khỏa lấp thâm hụt thương mại.
Vào thời điểm Sứ đoàn Macartney thực hiện nhiệm vụ, Công ty Đông Ấn cũng đang bắt đầu trồng thuốc phiện ở Ấn Độ để bán ở Trung Quốc. Từ những năm 1780, Công ty Đông Ấn đã nỗ lực tài trợ cho hoạt động buôn bán trà với thuốc phiện. Macartney, người từng giữ chức Thống đốc Madras (nay là Chennai) ở Ấn Độ, không dứt khoát lập trường xoay quanh vấn đề bán thuốc phiện cho người Trung Quốc, thích thay thế thuốc phiện bằng "gạo hoặc bất kỳ mặt hàng nào tốt hơn".:8–9 Một sứ đoàn chính thức sẽ tạo cơ hội để giới thiệu các mặt hàng mới của Anh đến thị trường Trung Quốc, điều mà Công ty Đông Ấn bị chỉ trích vì không làm được.
Năm 1787, Thủ tướng William Pitt Trẻ và quan chức Công ty Đông Ấn Henry Dundas phái Đại tá Charles Cathcart làm đại sứ đầu tiên của Anh tại Trung Quốc. Tuy nhiên, Cathcart ngã bệnh giữa chuyến đi và qua đời ngay trước khi con tàu chở ông, HMS Vestal, cập bến Trung Quốc. Sau thất bại của Sứ đoàn Cathcart, Macartney đề xuất nên tổ chức một sứ đoàn khác dưới sự lãnh đạo của bạn mình là Sir George Stauton. Năm 1794, Dundas, người đã trở thành Bộ trưởng Nội vụ, đề nghị Macartney đích thân lãnh đạo sứ đoàn thay thế. Macartney chấp nhận lời đề nghị với điều kiện là ông sẽ được phong làm bá tước, và được toàn quyền lựa chọn thành viên sứ đoàn.:6–8

## Chuẩn bị

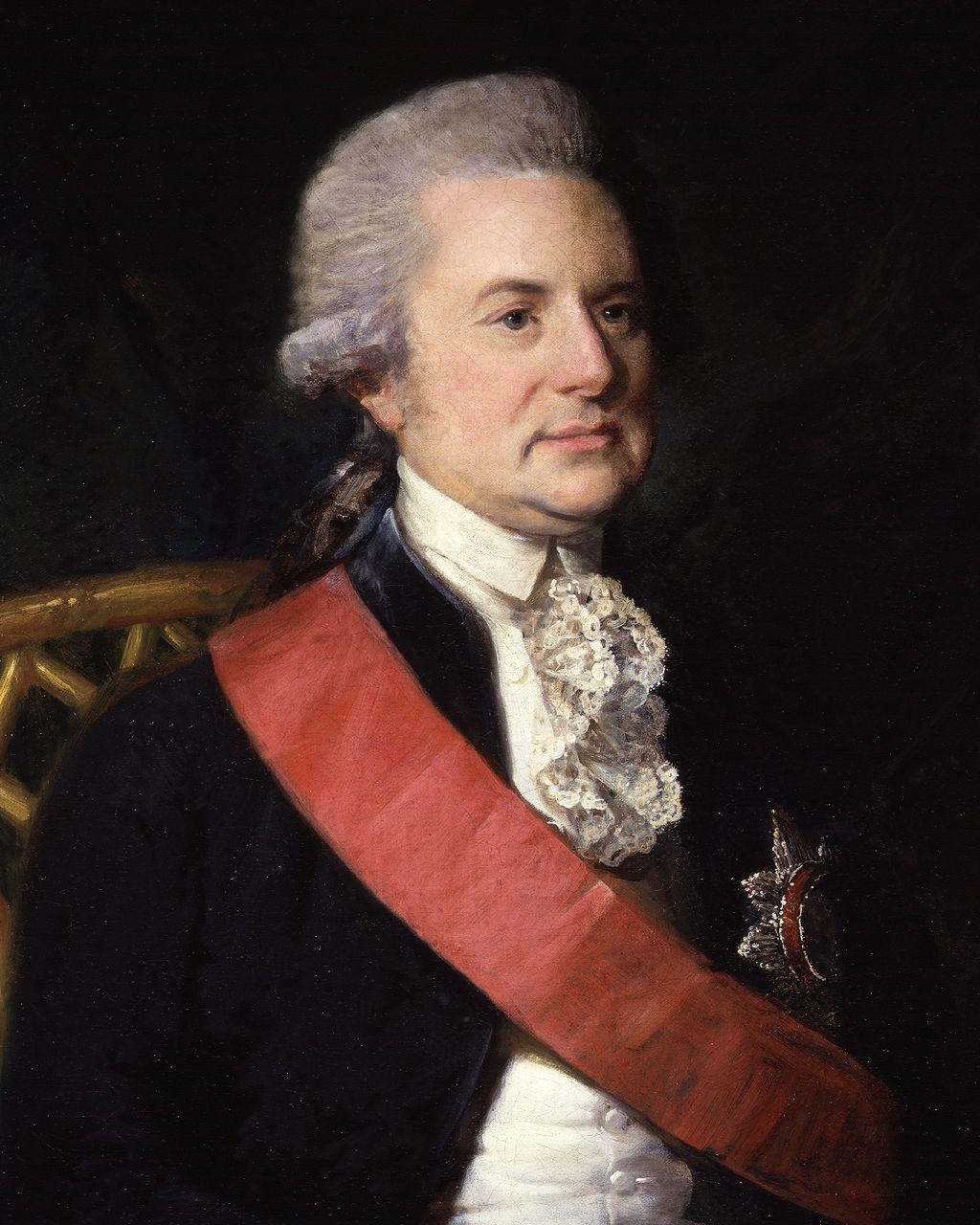
Bá tước George Macartney đệ nhất

Macartney chọn George Stauton làm cánh tay phải đắc lực, người mà ông sẽ giao phó sứ đoàn nếu bản thân không thể tiếp tục. Stauton mang theo cậu con trai Thomas phục vụ trong sứ đoàn như một chân sai vặt. John Barrow (sau này là Sir John Barrow, Đệ nhất Nam tước) làm kiểm soát viên sứ đoàn. Tham gia sứ đoàn còn có hai bác sĩ, hai thư ký, ba tùy viên và một đội hộ tống quân đội. Hai họa sĩ William Alexander và Thomas Hickey sẽ vẽ tranh minh họa cho những sự kiện mà sứ đoàn trải qua. Một nhóm nhà khoa học cũng tham gia cùng sứ đoàn, dẫn đầu bởi James Dinwiddie.:6–8
Sứ đoàn mang theo bốn linh mục Công giáo Trung Quốc làm thông dịch viên. Hai trong số đó được George Stauton tuyển dụng tại Collegium Sinicum, Napoli. Họ quen thuộc với tiếng Latinh chứ không phải tiếng Anh. Hai người còn lại là các linh mục đang muốn trở về Trung Quốc, được Staunton đề nghị cho quá giang miễn phí đến Ma Cao.:5 Sứ đoàn 100 thành viên có cả các học giả và người hầu.
Trong số những người kêu gọi một sứ đoàn đến Trung Quốc có Sir Joseph Banks, Đệ nhất Nam tước, Chủ tịch Hiệp hội Hoàng gia. Banks làm nhà thực vật học trên tàu HMS Endeavour trong chuyến đi đầu tiên của Thuyển trưởng James Cook, là động lực thúc đẩy chuyến thám hiểm năm 1787 của HMS Bounty đến Tahiti. Banks đã trồng trà tư nhân từ năm 1780, nuôi tham vọng thu thập các loại cây có giá trị từ khắp nơi trên thế giới để nghiên cứu tại Vườn Bách thảo Hoàng gia ở Kew và Vườn Bách thảo Calcutta mới thành lập ở Bengal. Trên hết, ông muốn trồng trà ở Bengal hoặc Assam, và giải quyết "món nợ bạc khổng lồ" mà hoạt động buôn bán trà gây ra. Vào thời điểm đó, các nhà thực vật học vẫn chưa biết rằng nhiều loại cây trà cũng đã phát triển tự nhiên ở Assam, một sự thật mà mãi đến năm 1823, Robert Bruce mới phát hiện. Banks khuyên sứ đoàn thu thập càng nhiều cây trồng càng tốt, đặc biệt là cây trà. Ông nhấn mạnh việc thợ làm vườn và họa sĩ tham gia chuyến thám hiểm nên chú ý quan sát và minh họa hệ thực vật địa phương. David Stronach và John Haxton là hai thợ làm vườn trong sứ đoàn.

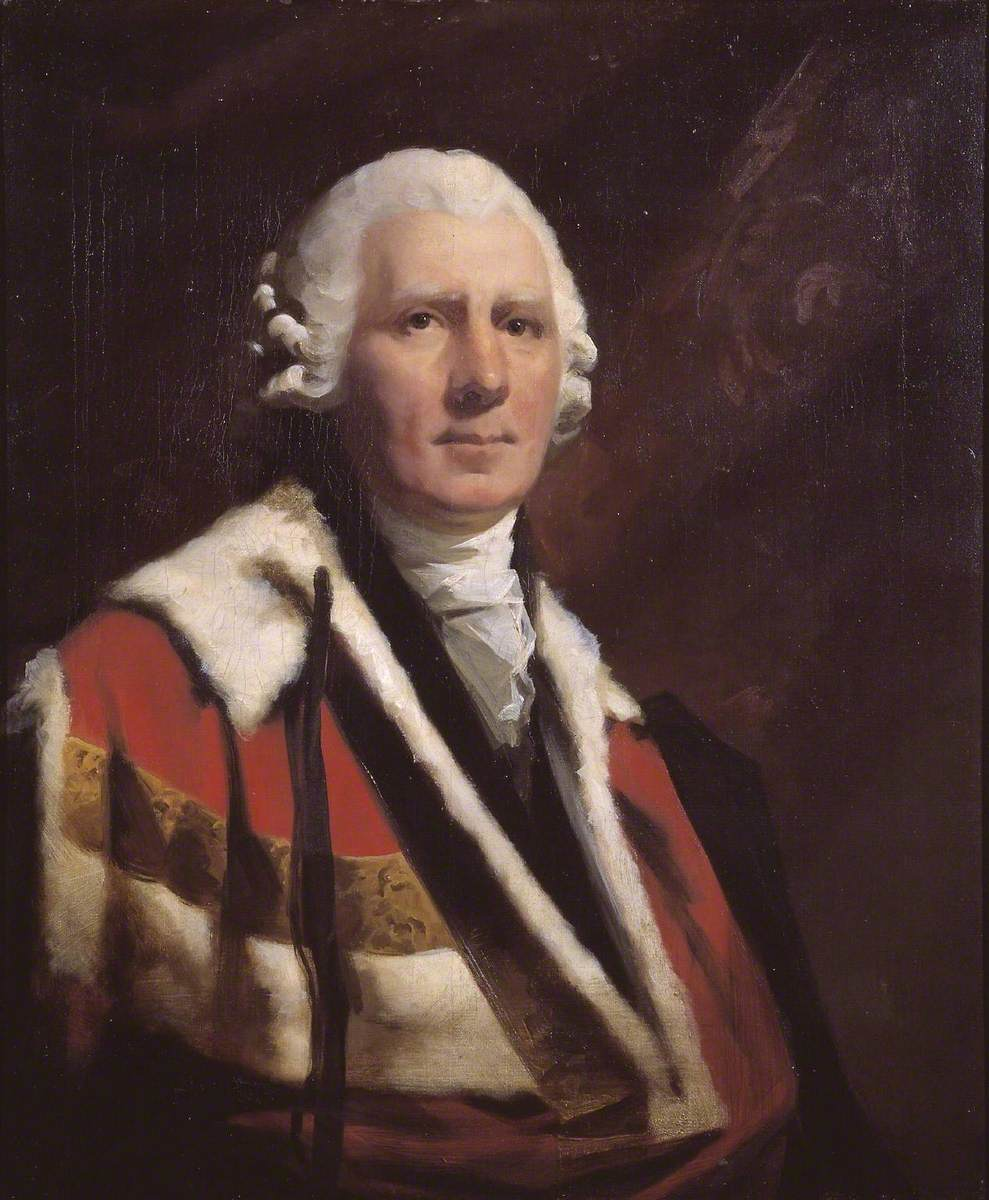
Henry Dundas, Đệ nhất Tử tước Melville

Henry Dundas đưa ra các mục tiêu của mình cho sứ đoàn trong bản hướng dẫn Macartney chính thức. Người Anh buôn bán ở Trung Quốc nhiều hơn người đến từ bất kỳ quốc gia châu Âu nào khác. Mặc dù vậy, người Anh lại không có mối liên hệ trực tiếp nào với hoàng đế, trong khi các nhà truyền giáo Bồ Đào Nha vẫn giữ các chức vị thường trực trong triều đình. Macartney nhận chỉ thị đàm phán nới lỏng Hệ thống Quảng Châu để thương nhân Anh có thể hoạt động tại nhiều cảng và thị trường hơn, giành lấy một hòn đảo nhỏ dọc bờ biển Trung Quốc mà từ đó thương nhân Anh hoạt động dưới quyền tài phán của Anh. Ông cũng sẽ thành lập một đại sứ quán thường trú ở Bắc Kinh nhằm tạo đường liên lạc trực tiếp giữa hai chính phủ, loại bỏ trung gian là các thương nhân Quảng Châu. Cuối cùng, Macartney phải thu thập thông tin tình báo về chính phủ và xã hội Trung Quốc, về những điều mà người châu Âu lúc bấy giờ vẫn còn rất mù mờ.:9–10
Các chỉ thị từ Dundas cũng yêu cầu Macartney nên thiết lập quan hệ thương mại với các quốc gia phương Đông khác.:9–10 Macartney sẽ trao quốc thư cho Thiên hoàng Nhật Bản sau khi hoàn thành nhiệm vụ tại Trung Quốc. Hướng dẫn nêu rõ rằng chuyến thăm Nhật Bản có thể rất hữu ích trong việc thiết lập các mối quan hệ thương mại, nhất là thiết lập thương mại trà.
Bất chấp sự nghi ngờ về những mặt trái tiềm ẩn của Sứ đoàn Macartney, Công ty Đông Ấn vẫn bị chính phủ buộc phải tài trợ cho nỗ lực ngoại giao này. Dundas và Macartney đặt lợi ích quốc gia lên trên lợi ích của Công ty Đông Ấn, vốn đang sợ mất vị thế độc quyền thương mại và quan ngại rằng sứ đoàn có khả năng làm căng thẳng thêm các mối quan hệ ngoại giao thay vì cải thiện chúng. Bằng cách cử đi một người đại diện vương miện Anh trực tiếp, chính trị gia và sau này là Bộ trưởng Ngoại giao Lord Grenville lý luận rằng sứ đoàn sẽ gây chú ý hơn nếu được phái đi "chỉ dưới danh nghĩa của một công ty thương mại".
Một trong những mục tiêu của sứ đoàn là chứng minh sự hữu ích của khoa học và công nghệ Anh, với hi vọng khuyến khích Trung Quốc nhập khẩu các mặt hàng từ Anh. Để phục vụ mục tiêu đề ra, sứ đoàn đem theo một số món quà tặng đặc biệt bao gồm đồng hồ, kính thiên văn, vũ khí, hàng dệt may và một vài mặt hàng công nghệ khác. Macartney dự định thể hiện năng lực kỹ thuật để phán ánh "quốc tính" của nước Anh, sự khéo léo, tính khám phá và lòng hiếu kỳ với thế giới tự nhiên. Tuy nhiên, Dundas vẫn nhắc nhở Macartney rằng sứ đoàn không phải là "một phái đoàn của Hiệp hội Hoàng gia".:6–8

## Hành trình đến Trung Quốc

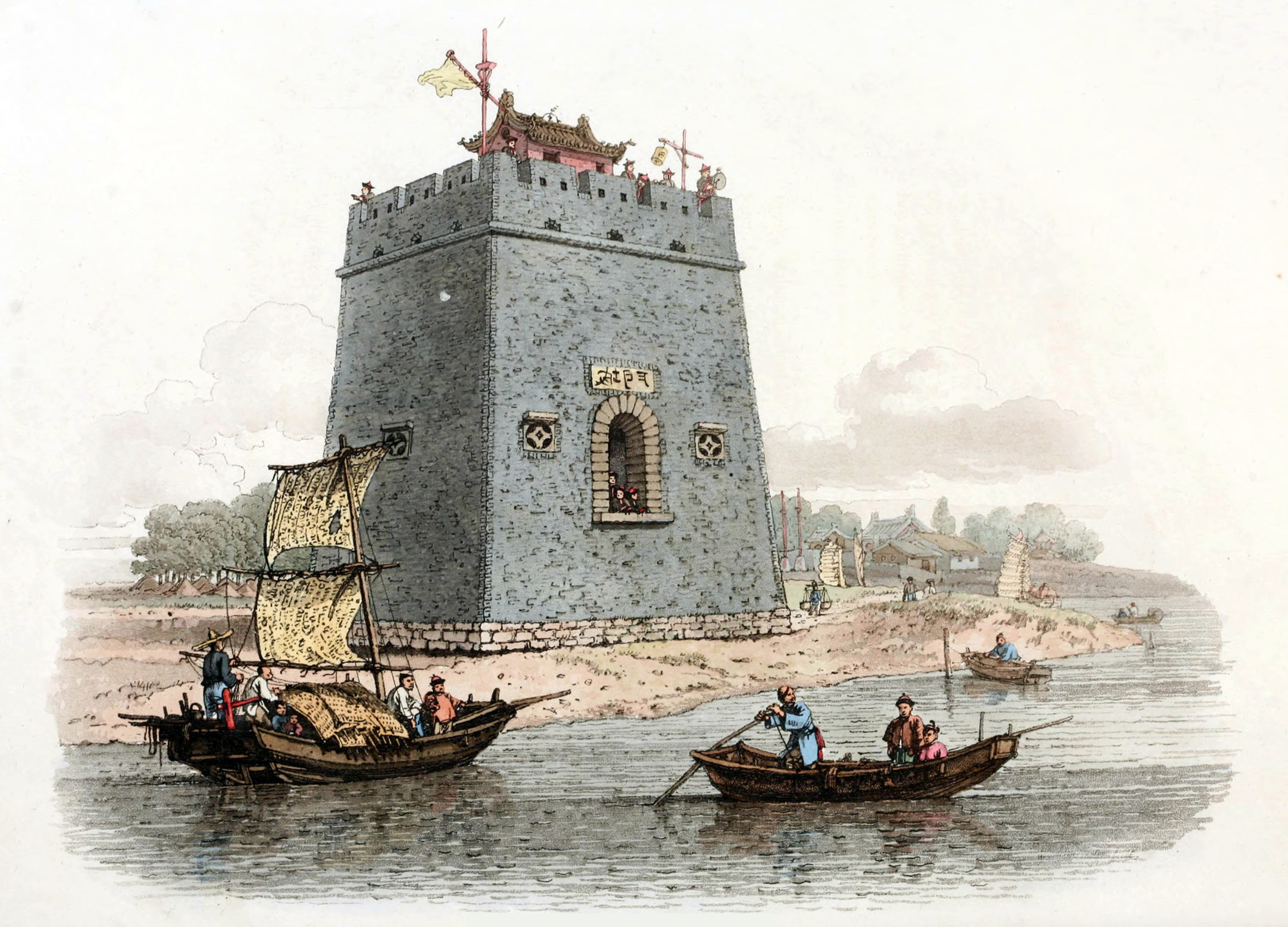
Một pháo đài gần Thiên Tân do William Alexander vẽ năm 1793

Sứ đoàn rời Portsmouth trên ba con tàu vào ngày 26 tháng 9 năm 1792. Tàu chiến HMS Lion do thuyền trưởng Sir Erasmus Gower chỉ huy, dẫn đầu sứ đoàn.:3 Tàu Hindostan, thuộc về Công ty Đông Ấn (sau này được Hải quân Hoàng gia Anh mua lại và đặt tên mới là HMS Hindostan) do thuyền trưởng William Mackintosh chỉ huy.:12 Hai con tàu được theo kèm bởi một tàu hai buồm mang tên Jackall. Một cơn bão sớm ập đến khiến cả đội tàu phải tạm dừng tại Vịnh Tor. Sau khi sửa chữa, tàu Lion và tàu Hindostan tiếp tục chuyến đi mà không có tàu Jackall đã mất tích trong cơn bão. May mắn thay, những món quà dâng lên hoàng đế đều nằm trên hai con tàu Lion và Hindostan. Thomas Stauton dành chuyến đi để học tiếng Trung Quốc với các thông dịch viên của sứ đoàn.:3–5
Đội tàu dừng chân tại Madeira vào đầu tháng 10, và tại quần đảo Canaria vào cuối tháng. Ngày 1 tháng 11 năm 1792, đội tàu đến Cabo Verde. Họ tiếp tục lên đường sau năm ngày chờ đợi tàu Jackall.:12–20 Các luồng tín phong ngoài khơi biển châu Phi buộc đội tàu phải đi theo hướng tây, đến Rio de Janeiro, nơi họ cập bến vào tháng 11. Macartney bị bệnh gút hành hạ trong suốt một tháng trời. Trong khi Thomas Stauton trẻ tuổi nghiên cứu ngôn ngữ Trung Quốc, Macartney cũng học mọi thứ có thể về Trung Quốc từ những cuốn sách mà ông để trong phòng đọc của tàu Lion.:24–25
Đội tàu rời Rio de Janeiro vào ngày 17 tháng 12 và lên đường theo hướng đông một lần nữa, vòng qua Mũi Hảo vọng vào ngày 7 tháng 1 năm 1793.:29–31 Họ vượt Java vào tháng 2 và đến Jakarta (thời đó gọi là Batavia) vào ngày 6 tháng 3.:34–36 Tại đây, họ mua một tàu hai buồm của Pháp, đặt tên là Clarence, thay thế cho tàu Jackall. Tuy nhiên, chính tàu Jackall lại gia nhập trở lại đội tàu tại Jakarta, khi vừa được sửa chữa sau cơn bão.:38 Cả đội tàu trực chỉ hướng Ma Cao, nơi họ cập bến vào ngày 19 tháng 6. Tại Ma Cao, George Stauton rời tàu để gặp gỡ các quan chức của Công ty Đông Ấn.:43–44 Hai linh mục Công giáo Trung Quốc quá giang miễn phí đến Ma Cao cáo biệt từ đây, cùng với một trong hai linh mục được tuyển dụng từ Napoli, chỉ còn lại một linh mục làm thông dịch viên cho sứ đoàn.:48 Lên kế hoạch cho chặng kế, Macartney và Dundas đã có ý định tránh Quảng Châu. Thay vì đi đường bộ từ Quảng Châu, sứ đoàn sẽ tiếp tục đi đường biển đến Thiên Tân, cảng chính gần Bắc Kinh nhất.

## Nhập cảnh
Đại diện của Công ty Đông Ấn đã gặp mặt Tổng đốc Quảng Đông trước khi Macartney đến, để xin phép sứ đoàn được nhập cảnh tại Thiên Tân thay vì Quảng Châu. Ban đầu, tổng đốc từ chối, vì cho rằng sẽ thật là ngược ngạo khi một sứ đoàn triều cống đòi chọn lựa cảng nhập cảnh. Tuy nhiên, các quan chức Anh liền chỉ ra rằng những con tàu chở nhiều món đồ cồng kềnh, quý giá, có thể bị hư hại nếu đưa vào đất liền. Hơn nữa, như tổng đốc đã ghi lại trong báo cáo gửi hoàng đế, sứ đoàn đã đi một quãng đường rất xa, và sẽ lại bị trì hoãn thêm nữa nếu buộc phải vòng từ Thiên Tân về Quảng Châu. Hoàng đế Càn Long đồng ý yêu cầu và chị thỉ các quan chức của mình dẫn sứ đoàn đến gặp ông với sự lễ phép tối đa. Lời hồi đáp của hoàng đế được chuyển đến Quảng Châu bởi Tổng đốc Lưỡng Quảng Phúc Khang An, người vừa trở về từ Chiến tranh Trung–Nepal.:44–45
Sứ đoàn rời Ma Cao vào ngày 23 tháng 6.:49 Họ dừng lại ở Chu Sơn, nơi Stauton lên bờ để gặp Tổng đốc Định Hải. Tổng đốc tuân theo chỉ thị mà hoàng đế đã gửi đến mọi cảng ở Trung Quốc, cung cấp hoa tiêu hướng dẫn du khách Anh. Tuy nhiên, quan chức Trung Quốc không lường trước được rằng người Anh định di chuyển thẳng trên vùng biển khơi thay vì chuyển từ cảng này sang cảng khác trên vùng nước nông dọc bờ biển, như thường thấy ở các tàu Trung Quốc. Họ bày tỏ sự ngạc nhiên trước kích thước và tốc độ của tàu Anh. Dự đoán rằng tàu Anh thân đầm sẽ không thể đi ngược dòng qua Thiên Tân, quan chức Trung Quốc thuê thuyền để chở sứ đoàn và chuyển hàng hóa của họ đến kinh đô.:55–66
Tàu Edeavour của Công ty Đông Ấn được cử đi làm hoa tiêu, dẫn dắt đội tàu sứ đoàn đến Thiên Tân, và gia nhập luôn đội tàu khi đến Hoàng Hải. Ngày 25 tháng 7, sứ đoàn đến cửa sông Hải Hà và thả neo, phát hiện ra các tàu lớn hơn không thể qua được vùng nước bùn.:67–69 Những món quà được dỡ xuống từ tàu Anh và chuyển ngược dòng đến Đại Cô bằng thuyền mành. Từ Đại Cô, chúng lại được dỡ xuống những chiếc thuyển nhỏ hơn đến Thông Châu, điểm cuối của kênh Đại Vận Hà. Macartney và nhóm của ông tiếp tục di chuyển riêng rẽ đến Đại Cô trên ba con tàu Anh nhỏ nhất, Jackall, Clarence và Endeavour.:76–79 Ngày 6 tháng 8, Macartney cùng Stauton gặp Lương Khải Đường, Tổng đốc Trực Lệ, người đến gặp họ từ Bảo Định. Lương Khải Đường đồng ý cho hai tàu Lion và Hindostan quay về Chu Sơn theo yêu cầu của Macartney. Ông cũng báo cho Macartney biết rằng buổi gặp mặt hoàng đế sẽ được tổ chức tại khu nghỉ mát Thừa Đức ở Nhiệt Hà, chứ không phải tại kinh đô Bắc Kinh như sứ đoàn dự kiến.
Sứ đoàn đến Thiên Tân vào ngày 11 tháng 8. Macartney và Stauton tham dự một bữa tiệc với Tổng đốc Lương Khải Đường và Khâm sai Mãn Châu Trưng Thụy, người yêu cầu tất cả quà tặng phải được mang đến Nhiệt Hà và đặt dưới chân hoàng đế theo đúng nghi lễ ngoại giao. Tuy nhiên, Macartney thuyết phục tổng đốc cho phép để lại một số món quà ở Bắc Kinh để không làm hỏng chúng trên đường đến Nhiệt Hà.:93–94 Triều đình khuyên Lương Khải Đường không nên đi cùng Macartney đến kinh đô, để tránh làm người Anh ảo tưởng về địa vị của họ. Theo Càn Long, "tỏ lòng ưu ái với một kẻ man di chỉ khiến hắn trở nên kiêu ngạo mà thôi".:84–85 Thay cho Lương Khải Đường, Trưng Thụy sẽ đóng vai trò liên lạc viên cho sứ đoàn. Sứ đoàn tiếp tục ngược dòng sông Hải Hà trên những con thuyền nhỏ do những người đàn ông Trung Quốc kéo dọc bờ bằng dây thừng và nịt. Họ đặt chân đến Thông Châu vào ngày 16 tháng 8.:98–99

### Bắc Kinh

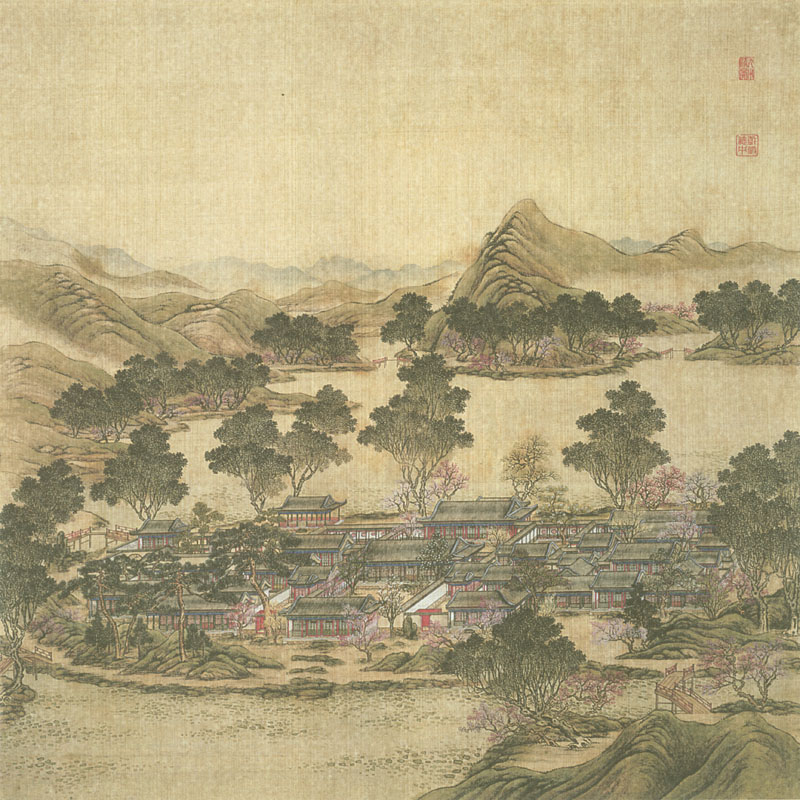
Vườn Viên Minh, nơi sứ đoàn dâng quà tặng

Ngày 21 tháng 8, sứ đoàn đến Bắc Kinh. Họ được hộ tống đến một dinh thự phía bắc Bắc Kinh, gần Vườn Viên Minh. Người Anh không được phép rời khỏi dinh thự trong thời gian lưu trú. Vì muốn gần trung tâm chính trị Trung Quốc hơn, Macartney dưới sự cho phép của Trưng Thụy, chuyển đến một dinh thự khác ở Bắc Kinh, nơi dự kiến sẽ trở thành đại sứ quán thường trú sau cuộc gặp hoàng đế. Tại Bắc Kinh, trách nhiệm quản lý sứ đoàn thuộc về Trưng Thụy và Thượng thư Lại bộ Kim Giản cùng Thị lang Y Linh Á dưới quyền. Những món quà mà sứ đoàn mang đến được cất giữ cùng với đồ cống nạp trong phòng ngai vàng tại Vườn Viên Minh, nơi Macartney là người Anh đầu tiên ghé thăm. Barrow và Dinwiddie chịu trách nhiệm lắp ráp và sắp xếp các món quà. Thứ quý giá nhất, cung thiên văn, phức tạp đến mức cần tận 18 ngày để lắp ráp xong.:126–141
Ngày 24 tháng 8, Khâm sai Trưng Thụy mang một bức thư đến cho Macartney từ Sir Erasmus Gower, báo cáo rằng các con tàu của sứ đoàn đã đến Chu Sơn theo mệnh lệnh. Macartney hồi đáp bằng một hướng dẫn để Gower tiếp tục đến Quảng Châu, nhưng Trưng Thụy đã lén đưa bức thư cho hoàng đế ở Nhiệt Hà thay vì chuyển đến Chu Sơn.:151–152 Một vài thành viên tàu Lion đã chết vì bệnh tật vào tháng 8, đội tàu buộc phải dừng lại ở Chu Sơn để bồi dưỡng sức khỏe. Nghe tin tàu Anh đang bị bủa vây bởi bệnh tật, Càn Long chỉ thị Tổng đốc Chiết Giang đảm bảo người Anh được cách ly tại Chu Sơn.:164 Triều đình khiển trách Trưng Thụy vì dám chuyển tiếp bức thư của Macartney. Một thánh chỉ được soạn bởi Hòa Thân, thành viên Quân cơ xứ và là tâm phúc của hoàng đế, yêu cầu Trưng Thụy không được báo cáo một mình mà không có chữ ký của Kim Giản và Y Linh Á, cũng như không được đơn phương ra quyết định. Như thường thấy, thánh chỉ này có lời phê bằng mực đỏ son do chính tay hoàng đế viết. Gọi Trưng Thụy là "kẻ khinh người và lố bịch", Càn Long ra lệnh cho ông gửi ngay bức thư của Macartney cho Tổng đốc Chiết Giang để các tàu Anh có thể rời Chu Sơn.:166–168
Ngày 26 tháng 8, tất cả thành viên sứ đoàn trừ Barrow và Dinwiddie đều được chuyển đến nơi tạm trú mới ở trung tâm Bắc Kinh như Macartney đã yêu cầu.:151–152  

### Vượt Vạn lý Trường thành

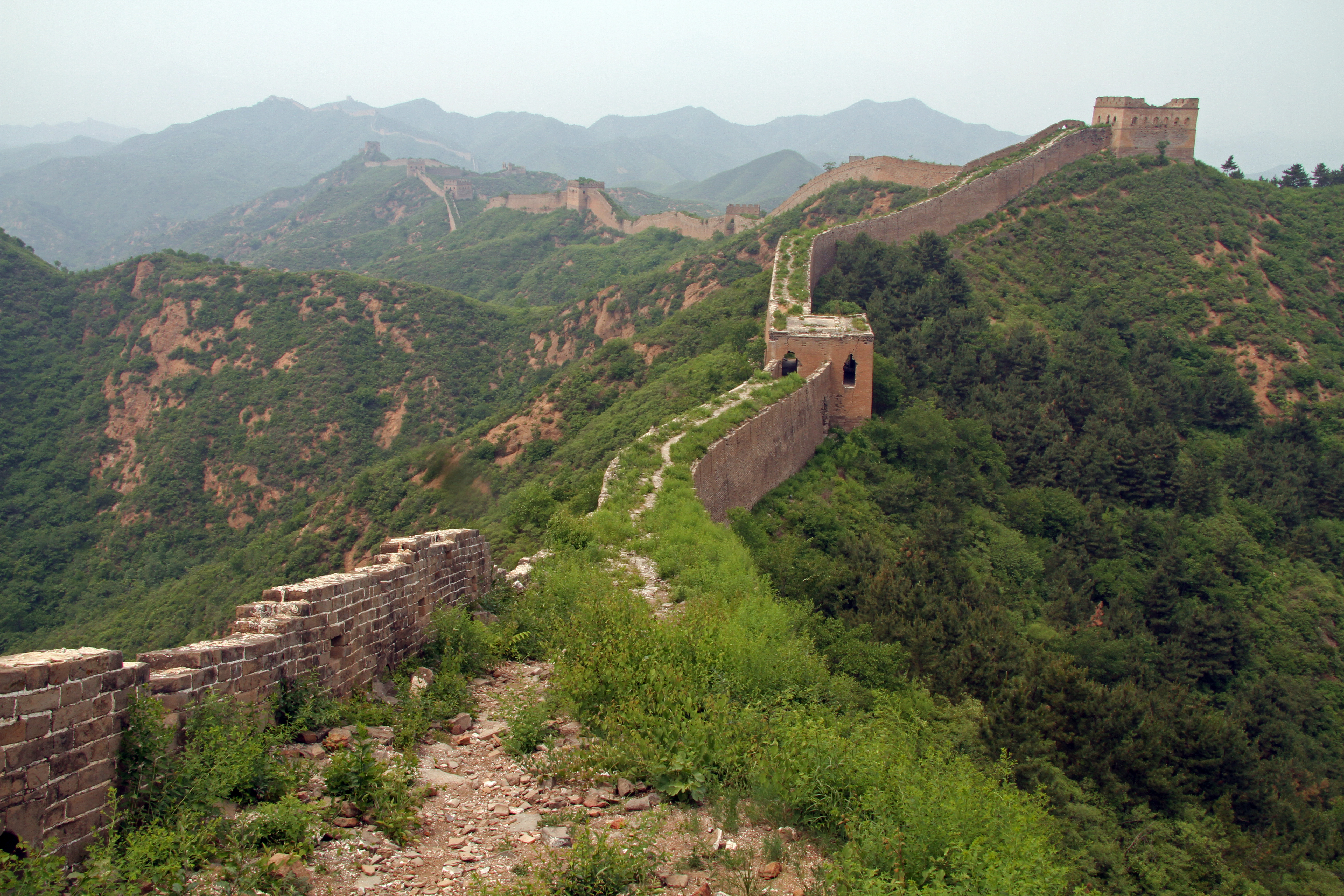
Vạn lý Trường thành tại Cổ Bắc khẩu

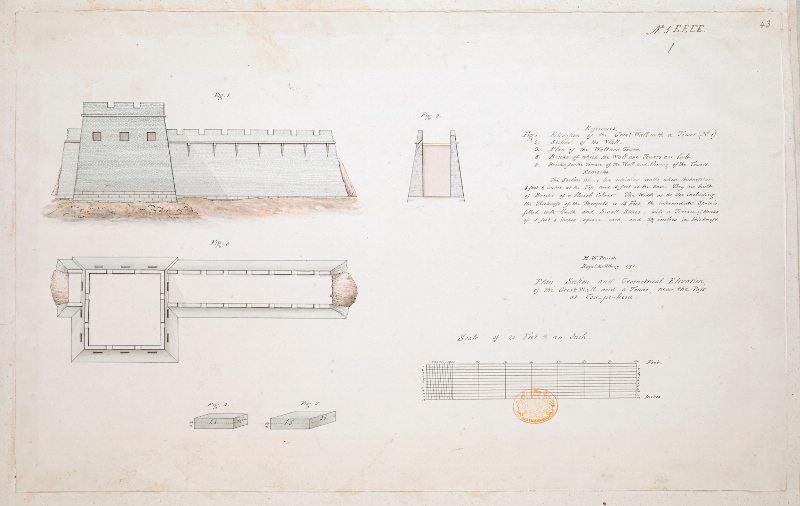
Bức vẽ kỹ thuật một góc Vạn lý Trường thành của Trung úy Parish

Sau khi bỏ lại cung thiên văn cùng nhiều món quà khác tại Vườn Viên Minh, khoảng 70 thành viên sứ đoàn, trong đó có 40 binh lính, rời Bắc Kinh vào ngày 2 tháng 9, đi theo hướng bắc, đến Nhiệt Hà, nơi Hoàng đế Càn Long đang chờ đợi.:179–182 Sứ đoàn đi cạnh con đường dành riêng cho hoàng đế, dừng lại mỗi đêm tại một trong những nhà nghỉ được chuẩn bị riêng cho ông. Cứ năm dặm đường lại có một chốt bảo vệ, Macartney quan sát thấy một lực lượng quân đội đông đảo đang sửa chữa con đường, chuẩn bị để hoàng đế quay trở lại Bắc Kinh vào cuối năm.
Sứ đoàn vượt Vạn lý Trường thành tại Cổ Bắc khẩu, nơi họ được chào đón bằng tiếng súng nghi thức và một vài đại đội đến từ lực lượng Bát kỳ. William Alexander, người phải ở lại Bắc Kinh, bày tỏ sự tiếc nuối khi không được tận mắt chiêm ngưỡng Vạn lý Trường thành. Theo lệnh của Macartney, Trung úy Henry William Parish thuộc lực lượng Pháo binh Hoàng gia đã cùng người của mình khảo sát các công sự ở Vạn lý Trường thành, qua đó đóng góp vào nhiệm vụ thu thập thông tin của sứ đoàn, mặc dù sẽ khiến người Trung Quốc nghi ngờ. Một số người lấy vài viên gạch từ Vạn lý Trường thành làm quà lưu niệm.:183–185 Vượt qua Vạn lý Trường thành, địa hình ngày một nhiều đồi núi và di chuyển bằng ngựa trở nên khó khăn hơn, làm chậm tiến độ của sứ đoàn. Đoàn tùy tùng của hoàng đế đến ngoại ô Thừa Đức vào ngày 8 tháng 9.:187–190

## Gặp mặt Càn Long

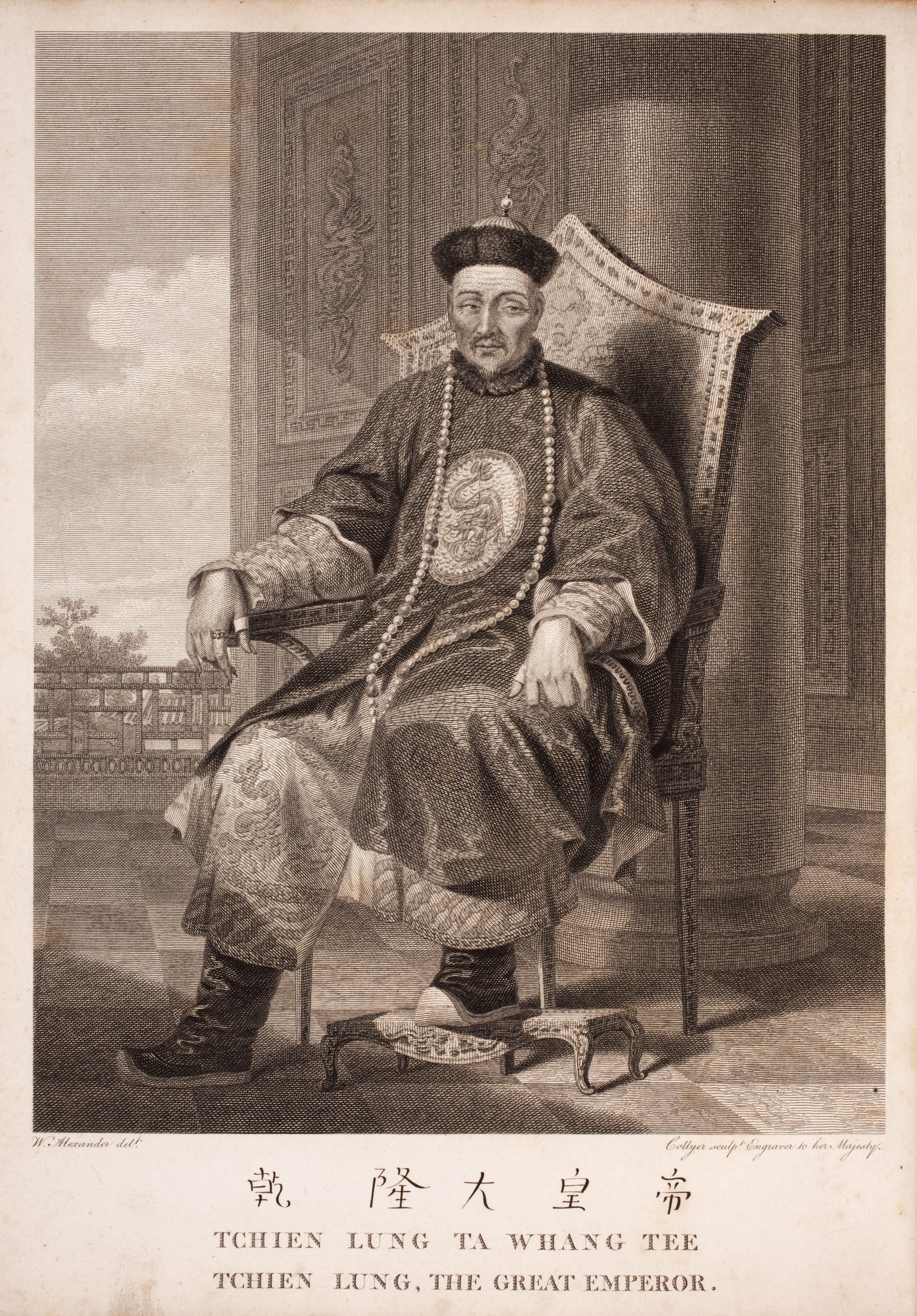
Hoàng đế Càn Long

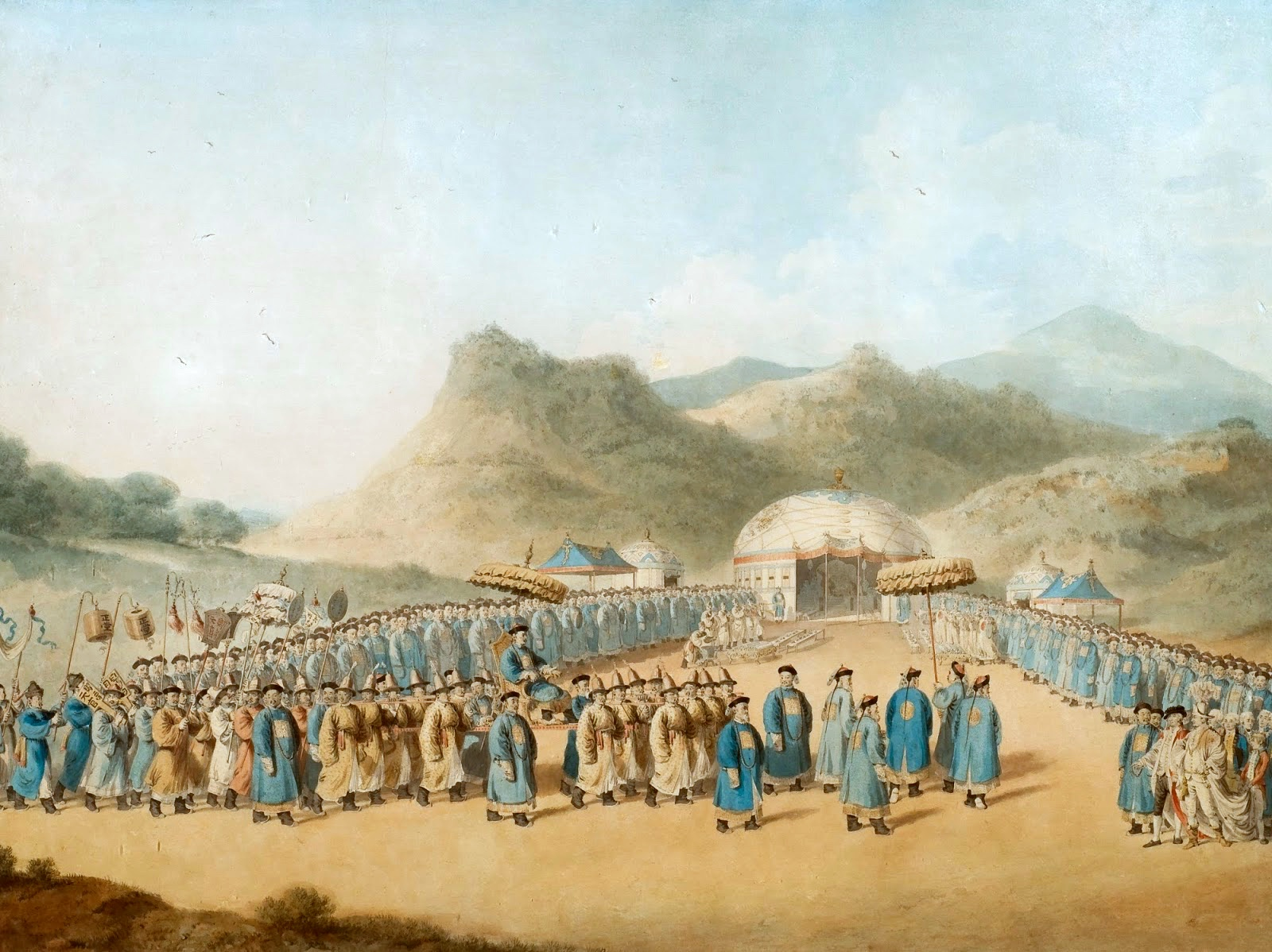
Hoàng đế Trung Hoa đến lều của ngài ở Tartary để tiếp Đại sứ Anh (1793) của William Alexander

Vào mỗi mùa thu, các hoàng đế Mãn Châu thường lãnh đạo một chuyến đi săn nghi thức ở phía bắc Vạn lý Trường thành. Dưới thời trị vì của ông nội Càn Long là Khang Hi, một hoàng thành đã được xây dựng gần khu săn bắn Thừa Đức để làm nơi nghỉ ngơi cho hoàng đế và đoàn tùy tùng khi rời khỏi Bắc Kinh. Thừa Đức chính là nơi mà Hoàng đế nhà Thanh chào đón quan chức nước ngoài, nhất là quan chức Trung Á. Cũng tại đây, Sứ đoàn Macartney đến gặp mặt Càn Long nhân dịp mừng thọ hoàng đế. Càn Long tạm dừng cuộc đi săn để trở về Thừa Đức dự buổi gặp mặt, như ông từng làm vào hai năm 1754 và 1780 với các chuyến thăm của Amursana và Ban Thiền Lạt-ma thứ sáu.

### Vấn đề khấu đầu
Từ trước khi lên đường đến Trung Quốc, Macartney và Dundas đã lường trước được rằng có thể nảy sinh một số bất đồng với phía Trung Quốc về nghi thức và nghi lễ trong buổi gặp mặt hoàng đế. Dundas chỉ thị Macartney chấp nhận "mọi nghi lễ cung đình miễn là chúng không phạm thượng quân chủ hay làm giảm phẩm giá của bản thân", và không để bất kỳ "chuyện vặt vãnh" nào cản trở sứ đoàn.:9–10 Nghi thức khấu đầu, yêu cầu mỗi cá nhân phải quỳ bằng cả hai gối và cúi đầu sao cho trán chạm mặt đất, đã gây ra một tình huống khó xử. Không chỉ trước hoàng đế, mọi cá nhân còn phải khấu đầu khi nhận thánh chỉ từ các sứ giả. Trong khi thương nhân Bồ Đào Nha và Hà Lan ở Quảng Châu chấp nhận khấu đầu trước thánh chỉ, người Anh coi việc này là hèn hạ và nhục nhã, thường lánh mặt khỏi phòng mỗi khi phải nhận thánh chỉ.:43–44
Điều khiến Macartney đắn đo là địa vị ngang hàng của hai vị quân chủ, George III và Càn Long. Macartney đinh ninh Anh hiện là quốc gia hùng mạnh nhất thế giới.:13 Tuy nhiên, với tư cách là một nhà ngoại giao, Macartney đã quyết định rằng trong bất kỳ nghi lễ nào mà ông tham gia, hai vị quân chủ đều được tôn kính ngang nhau. Trong một thông điệp gửi Khâm sai Trưng Thụy và Tổng đốc Lương Khải Đường khi Macartney đang ở Thiên Tân, Hòa Thân chỉ thị hai đồng nghiệp thông báo cho Macartney rằng ông sẽ bị coi là "hỗn xược" và "làm trò cười" nếu không chịu thực hiện nghi thức.:102 Song, Macartney đã đệ trình lên Trưng Thụy một đề xuất bằng văn bản, đáp ứng yêu cầu của ông về sự bình đẳng địa vị: bất cứ nghi lễ nào Macartney cử hành, một quan chức Trung Quốc có cấp bậc tương đương cũng sẽ phải làm điều tương tự trước bức chân dung George III.:169–170
Trưng Thụy phản đối đề xuất của Macartney, với lý do là quan niệm bình đẳng có đi có lại kiểu này không phù hợp với quan điểm của người Trung Quốc về việc hoàng đế là Thiên tử, thượng đẳng hơn tất cả. Như vậy, Sứ đoàn Macartney chỉ được coi như một phái đoàn triều cống bình thường mà thôi. Mặc cho Macartney và Stauton cứ khăng khăng những món đồ mà họ mang đến là "quà tặng", các quan chức Trung Quốc vẫn xem chúng đơn thuần là "cống phẩm".:138–141 Bản thân Macartney chỉ được gọi là "cống sứ", không phải là "đại diện quân chủ" như ông từng tự gọi mình, trước sự khó chịu của hoàng đế.:87–89
Sự thỏa hiệp của Càn Long về vấn đề nghi thức, được nêu trong một thánh chỉ ngày 8 tháng 9 (ngày sứ đoàn đến Thừa Đức), cho phép Macartney khấu đầu một lần thay vì chín lần như truyền thống.:192–197 Tuy nhiên, Stauton đã đệ trình đề xuất của Macartney lên Hòa Thân một ngày sau khi đến Thừa Đức, nhắc lại lập trường của người Anh. Không có phương hướng thỏa hiệp nào khả dĩ và chỉ còn vài ngày nữa là buổi gặp mặt sẽ được tổ chức. Càn Long ngày càng mất kiên nhẫn và đã xem xét hủy bỏ hoàn toàn buổi gặp mặt. Cuối cùng, người Trung Quốc đồng ý để Macartney quỳ trước Hoàng đế Càn Long như cách ông vẫn làm trước quân chủ của mình, chỉ chạm một đầu gối xuống đất, bỏ qua hôn tay vì là hành động phạm thượng.:201–202

### Buổi gặp mặt
Buổi gặp mặt Hoàng đế Càn Long diễn ra vào ngày 14 tháng 9. Người Anh khởi hành từ dinh thự của họ lúc 3 giờ sáng trong bóng đêm và đến trại hoàng gia lúc 4 giờ. Buổi gặp mặt được tổ chức trong lều hoàng gia, một cái yurt lớn màu vàng, bên trong có ngai vàng của hoàng đế đặt trên lễ đài được tôn cao. Vài ngàn người tham dự buổi gặp mặt, bao gồm cả các du khách nước ngoài, Tổng đốc Lương Khải Đường và con trai Càn Long, Hoàng đế Gia Khánh tương lai. Hoàng đế đến lúc 7 giờ, chủ trì các nghi lễ như một vị hãn. Macartney bước vào lều cùng George, Thomas Stauton, và thông dịch viên tiếng Trung của họ. Những thành viên sứ đoàn khác thì chờ ở bên ngoài.:216–221
Macartney bước lên lễ đài trước, quỳ một lần, trao đổi lễ vật với Càn Long và trình bức thư của Vua George III. Tiếp theo là George Staunton, và cuối cùng là Thomas Staunton. Vì Thomas có học qua tiếng Trung nên hoàng đế ra hiệu cho cậu nói thử vài từ. Theo sau người Anh là sứ thần từ các quốc gia khác, những người rất hiếm xuất hiện trong các ghi chép. Một bữa tiệc được tổ chức sau đó để kết thúc chuỗi sự kiện trong ngày. Người Anh được ngồi bên trái hoàng đế, ở vị trí trang trọng nhất.:225–230

## Kết quả
Thiên triều ta sở hữu vạn vật dồi dào và không thiếu thứ kỳ trân dị bảo nào cả. Vậy nên, hà cớ gì phải nhập sản vật của man di ngoại quốc để trao đổi sản vật của chính chúng ta.— Hoàng đế Càn Long, "Thánh chỉ" thứ hai gửi tới Vua George III của Vương quốc Anh, 1793

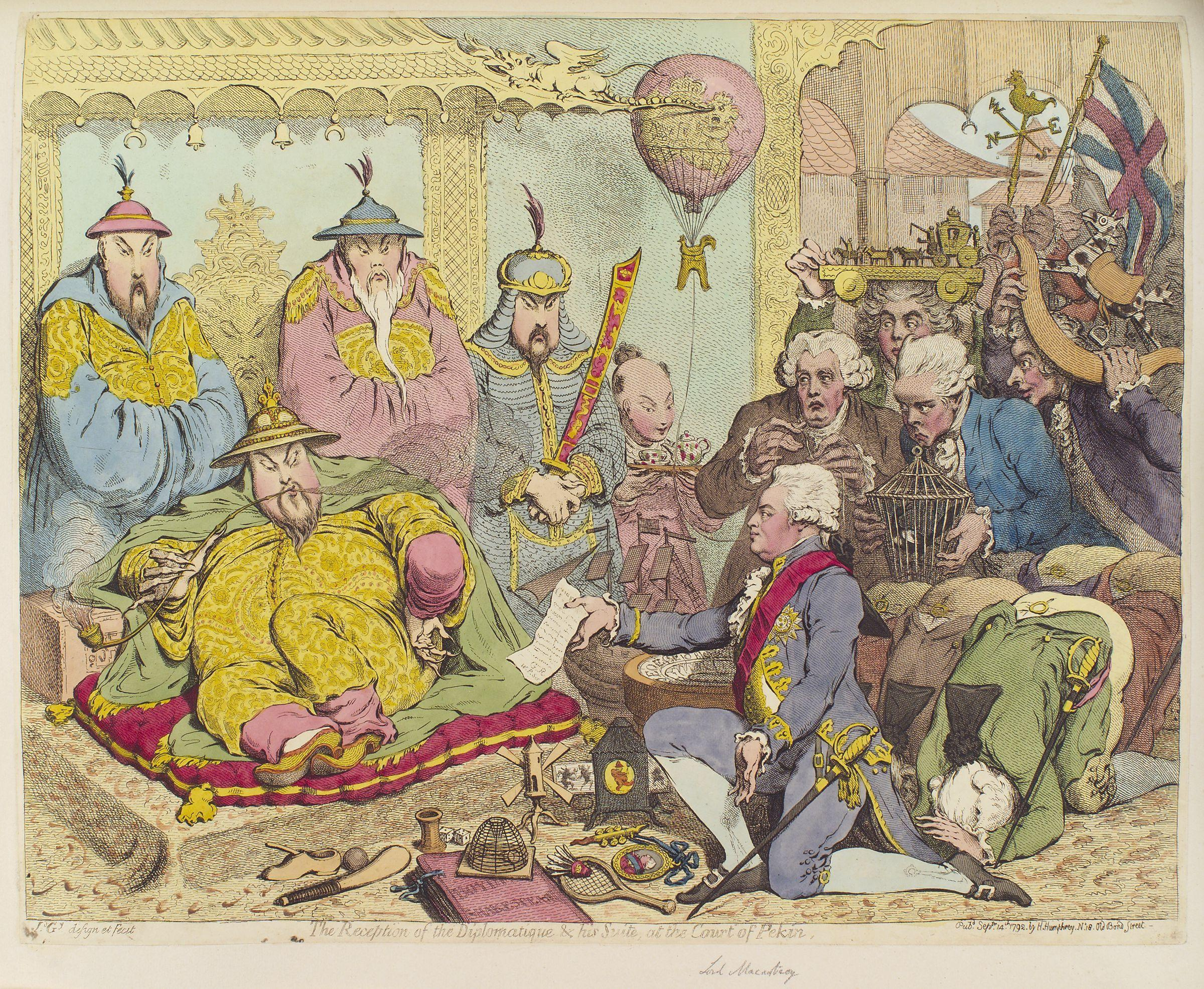
Đón tiếp, một bức tranh của James Gillray, miêu tả cuộc tiếp đón tưởng tượng mà Hoàng đế Càn Long dành cho Lord Macartney

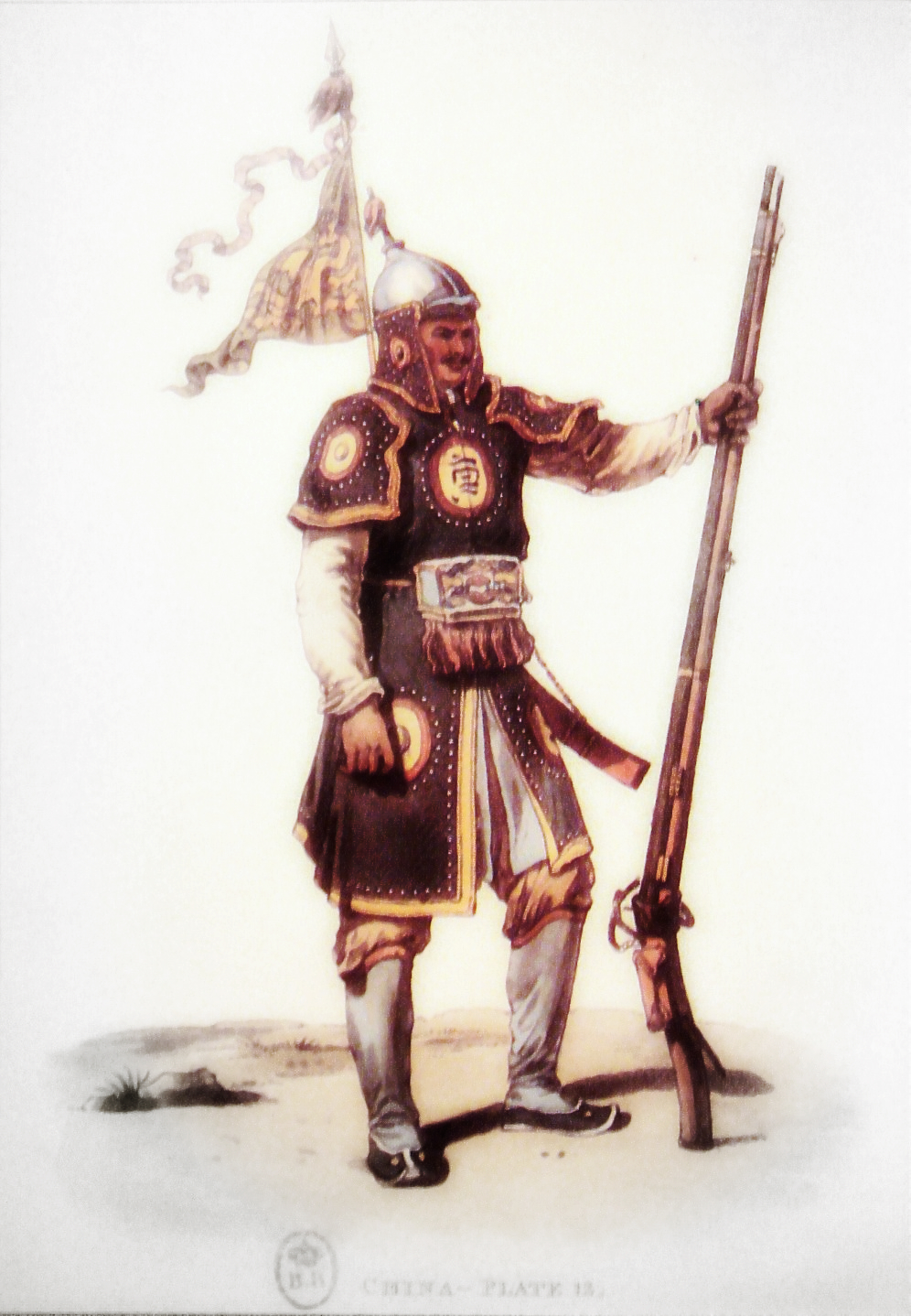
Tranh vẽ một người lính Trung Quốc của William Alexander

Mặc dù không đạt được những mục tiêu đề ra ban đầu, hoàn cảnh xung quanh sứ đoàn tạo cơ hội dư dả cho cả hai bên Anh và Trung Quốc không cảm thấy bất bình vì những thỏa hiệp và nhượng bộ mà họ đã thực hiện. Thất bại của sứ đoàn trong việc đạt được các mục tiêu chính không phải là do Macartney từ chối khấu đầu trước Hoàng đế Càn Long, như đôi khi người ta vẫn đinh ninh. Đó cũng không phải là kết quả của việc người Trung Quốc quá bảo thủ trong chính sách đối ngoại, mà là kết quả của các quan điểm thế giới cạnh tranh không thể cùng lĩnh hội và có phần xung khắc với nhau. Sau khi sứ đoàn về nước, Càn Long viết một bức thư cho Vua George III, giải thích sâu hơn lý do khiến ông từ chối chấp thuận một số yêu cầu mà Macartney trình lên. Các yêu cầu bao gồm nới lỏng hạn chế thương mại giữa Anh và Trung Quốc, cho người Anh mua lại "một hòn đảo nhỏ không được kiên cố lắm gần Chu Sơn để làm nơi cư trú cho thương nhân Anh, lưu trữ hàng hóa và trang bị tàu"; thành lập một đại sứ quán Anh thường trú tại Bắc Kinh. Tuy nhiên, bức thư của Càn Long tiếp tục gọi tất cả người châu Âu là "man di", việc ông cho rằng tất cả quốc gia trên thế giới đều có vị thế thấp hơn Trung Quốc, và những lời cuối cùng mà ông ra lệnh cho Vua George III "...Kính cẩn tuân theo và chớ cẩu thả!", cứ như thể vua Anh là thần dân Trung Quốc.
Sứ đoàn Macartney có ý nghĩa lịch sử quan trọng vì nhiều lý do, hầu hết chỉ được người ta nhận ra khi xem xét lại. Mặc dù xét trên khía cạnh hiện đại, Sứ đoàn Macartney đánh dấu một cơ hội bị bỏ lỡ của cả hai quốc gia để khám phá và hiểu về văn hóa, phong tục, phong cách ngoại giao và tham vọng của nhau, nhưng nó cũng đã sớm định hình sức ép ngày càng tăng của Anh đối với Trung Quốc để thích ứng với sự mở rộng thương mại và mạng lưới đế quốc. Sự thiếu hụt tri thức và hiểu biết về nhau của cả hai quốc gia tiếp tục ảnh hưởng đến nhà Thanh khi triều đại này phải đối mặt với áp lực ngày một gia tăng từ nước ngoài và những bất ổn nội bộ trong thế kỷ 19.
Mặc dù Sứ đoàn Macartney quay về Luân Đôn mà không nhận được bất kỳ nhượng bộ nào từ Trung Quốc, sứ đoàn vẫn có thể được xem là một thành công vì đã mang lại những quan sát chi tiết về một đế quốc vĩ đại. Họa sĩ William Alexander đi cùng sứ đoàn, xuất bản nhiều bản khắc dựa trên các bức tranh màu nước của chính mình. Sir George Stauton lãnh trọng trách làm một bản tường thuật chuyến thám hiểm sau khi sứ đoàn trở về. Bản tường thuật gồm nhiều tập, chủ yếu trích xuất từ những ghi chép của Lord Macartney và Sir Erasmus Gower, người chỉ huy chuyến thám hiểm. Sir Joseph Banks thì chịu trách nhiệm lựa chọn và sắp xếp hình bản khắc minh họa cho bản tường thuật.